# 海賊になった貴族
『海賊になった貴族』（かいぞくになったきぞく、原題：Our Flag Means Death）は、デヴィット・ジェンキンス原案による歴史物、ロマンティック・コメディのテレビドラマシリーズ。18世紀初頭の海賊の黄金時代を舞台とし、地主階級（ジェントルマン）から海賊になった実在の人物であるスティード・ボネットを主人公とする。彼と彼が指揮したリベンジ号の乗組員たちが、有名な海賊である黒髭ことエドワード・ティーチと出会い、海賊として成り上がるために、黒髭やその右腕イジー・ハンズと渡り合わなければならなくなった不運を描く。主人公のボネットをリス・ダービーが、黒髭をタイカ・ワイティティが演じ、ワイティティは製作総指揮も務める。
本作はHBO Maxにて2022年3月3日に第1話が初公開された（最終話は3月24日）。日本語版は『海賊になった貴族』のタイトルで、U-NEXTより同年6月24日から公開開始。LGBT表現が肯定的に見られるなど概ね好評を博し、すぐに続編の製作が決定したが、シーズン2にて視聴率の低迷により打ち切られた。

## あらすじ
本作は、18世紀初頭の海賊の黄金時代に活動した実在の海賊であるスティード・ボネットを主人公とし、彼の生涯をゆるく描く。
1717年、バルバドスの地主（ジェントリ）であったボネットは、海賊として名を上げることを決意して、その適性がないにもかかわらず、裕福な生活を捨て自前の船リベンジ号に乗って海に出る。しかし、船長としての能力に欠くボネットの指揮では、海賊としての体をなさず、彼や彼の手下たちは、海軍や血に飢えた他の海賊たちの脅威に巻き込まれ、四苦八苦する。やがて、彼らは悪名高き海賊・黒髭ことエドワード・"エド"・ティーチと彼が率いる海賊団と出会い、ボネットとティーチは紆余曲折の末に恋に落ちる。

## 製作

### 企画
原案者で制作総指揮者（ショーランナー）であるデヴィット・ジェンキンスは、妻からスティード・ボネットのことを知り、ウィキペディアの記事を読んで、本作を企画した。特に、その生涯において、家族を捨てたことや、黒髭が客分として迎え入れた理由といった彼の生涯の不明点に興味を持ち、それを理解し、埋めようとした。当初からボネットと黒髭の恋愛関係を中心とする展開を構想しており、実際、その部分をメインに企画を持ち込んだ。
マネージャーが同じである縁から、ジェンキンスはタイカ・ワイティティにボネットの話をし、製作に興味があるか尋ね、ワイティティは製作に加わること決めた。ワイティティによれば、ジェンキンスの海賊に対する独自のアプローチに興味を持ち、プロジェクトに興味を惹かれたと述べている。その後の打ち合わせで、ボネットとティーチのロマンスは「製作の動機」であることに合意した。その後、パイロット版の脚本を読んだギャレット・バッシュも製作責任者として参加をすることを決めた。
2020年9月にHBO Maxより、1シリーズ分を正式に発注を受け、ジェンキンス、ワイティティ、バッシュ、そしてダン・ハルステッドが製作総指揮に決まり、さらにワイティティは第1話の監督も務めることになった。

### キャスティング
発注直後からスティード・ボネットのキャスティングの検討が始まった。リス・ダービーは初期段階から名が上がっていたがオーディションに失敗し、再びダービーが候補として浮上したのは脚本の大部分が完成した後になってからであった。
最終的にダービーのキャスティングは2021年1月に正式発表された。
ジェンキンスはSlash Filmsの記事において、一般に嫌われ者のスティード・ボネットを、ダービーは好感の持てるものにしたと評し、「演じられるのは彼だけだ」と語った。
ダービーはこれまで主にコミカルな脇役でキャリアを積んできた俳優であったが、本作のボネットを主役級の、よりドラマチックな役柄を演じる好機と捉え、Deadlineのインタビューで「自分自身とこれまで培ってきた経験を見直した時に、そろそろステップアップする時かもしれないと思ったんだ」と語っている。
既に製作総指揮兼監督として参加していたタイカ・ワイティティが、黒髭役として参加することが決まったのは4ヶ月後の2021年4月であった。
もともとジェンキンスは、ワイティティが演じることを念頭において役を書いており、最終的には文章で黒髭役に興味があるか打診した。
公式のキャスティング発表において、ジェンキンスはワイティティについて「私たちの黒髭は伝説であり、恋人であり、戦士であり、策士であり、詩のような魂であり、また、かなり狂気的な存在です。この役を演じられるのはただ一人、偉大なタイカ・ワイティティその人だけです。彼が髭をつけてくることを決めてくれたことに、私たちはこれ以上ない興奮を感じています」と述べている。
6月には、クリスチャン・ナイアン、ネイサン・フォード、サムソン・ケイオ、ロリー・キニア、コン・オニール、 ヴィコ・オルティスらが参加し、7月にはユエン・ブレムナー、デヴィット・フェイン、ジョエル・フライ、ガズ・カーン、マシュー・マーらも加わった。8月にもレギュラーキャラクターとしてレスリー・ジョーンズ、ナット・ファクソン、フレッド・アーミセン、サンバ・シュッテらが参加した。

### 撮影
撮影は2021年6月14日から9月28日にかけて行われた。
パイロット版の撮影監督を務めることになっていたワイティティは、『ソー:ラブ&サンダー』の製作完了後に、本作の撮影に取り掛かった。
リベンジ号のシーンは、ステージクラフトを使ったサウンドステージで行われた。

### 音楽
シリーズの音楽はマーク・マザーズボーが担当した。シリーズのオリジナル・サウンドトラックは2022年5月6日にリリースされた。

### 続編
2022年6月1日、第2シーズンの製作決定が発表された。2023年8月には、Vanity Fairにて独占先行公開により、2023年10月にプレミア公開されることが発表された。
シーズン2は2023年10月5日にまず3話がプレミア公開され、その後、10月19日まで毎週2話ずつ配信された。シーズン最終話は10月26日に公開された。
このうち、第6,7話は10月16日に行われたNewFest映画祭で先行上映された。

## 公開
シリーズはHBO Maxで公開され、第1話は2022年3月3日に公開された。その後、第1シーズン最終話は3月24日に公開された。

## 評価
レビュー集計サイト「Rotten Tomatoes」では35件のレビューを基に91%の支持、平均評価は7.6/10となっている。同サイトの批評コンセンサスでは「『海賊になった貴族』の優しい感性はコメディの金字塔というには物足りないが、困惑した海賊団員たちは十分に魅力的であり、心休まる作品を求める視聴者は実りある戦利品を見つけることになるだろう」。
Metacriticでは、13人の批評家を基に100点満点中70点の加重平均スコアを獲得しており、「全般的に好意的な評価」としている。
最終回後は、アメリカで一番人気のシリーズとなり、3ヶ月の間トップの座に君臨していた『ボバ・フェット/The Book of Boba Fett』を降した。
本シリーズは3つのクィアからなる実質的なLGBTQ+表現で称賛を集め、そのうちの1つにはノン・バイナリーのキャラクター（Jim Jimenez）を含む。
また、物語の中心となるボネットとティーチのロマンスは、シーズン終了前に2人の関係を明確にすることによって、よくあるクィアベイティングの形式に陥らなかったことでも称賛を受けている。